# هانا آزبورن
هانا آزبورن (انگلیسی: Hannah Osborne؛ زادهٔ ۱۰ مارس ۱۹۹۴)  قایقران روئینگ زن اهل نیوزیلند است.
وی در مسابقات کشوری و بین‌المللی در مجموع برندهٔ ۱ مدال نقره، ۱ مدال برنز شده‌است.